# Cazul Mattei
Cazul Mattei (titlul original: în italiană Il caso Mattei) este un film dramatic-biografic italian, realizat în 1972 de regizorul Francesco Rosi, dedicat figurii lui Enrico Mattei, președintele ENI, care a murit într-un atentat aerian la 27 octombrie 1962.
A câștigat Marele Premiu pentru cel mai bun film la cel de-al 25-lea Festival de Film de la Cannes ex aequo împreună cu Clasa muncitoare merge în paradis de Elio Petri. La același festival, Gian Maria Volonté, protagonistul ambelor filme, a primit o mențiune specială.
Filmul a fost selectat printre cele 100 de filme italiene de salvat.
Protagoniștii filmului sunt actorii Gian Maria Volonté, Luigi Squarzina, Gianfranco Ombuen și Edda Ferronao. 

## Rezumat
Acțiunea filmului începe după moartea lui Enrico Mattei, care s-a prăbușit cu avionul său în zona rurală din Bascapè, lângă Pavia, la întoarcerea sa dintr-o călătorie în Sicilia, tocmai la Gagliano Castelferrato, în împrejurări care nu au fost niciodată pe deplin clarificate, cu reconstituirea trecutului său la cârma Agip și ENI.
Numit comisar extraordinar al societății AGIP în 1945, cu acea grea sarcină de a o lichida prin vânzarea către persoane fizice sau mari companii, Mattei contravine prevederii, ține cu inteligență societatea în viață și chiar o întărește, evitând astfel vânzarea ei. Datorită descoperirii zăcămintelor de hidrocarburi în perioada de doi ani 1946-1948, rețeaua Agip a reușit să se ridice ca o mare companie europeană.
Fără scrupule dar genial, Mattei încearcă să demonstreze că poate exista o industrie italiană de hidrocarburi eficientă și, în acest scop, decide să ofere țărilor arabe și africane producătoare de țiței, condiții mai avantajoase pentru exploatarea resurselor lor decât cele propuse de reprezentanți ale gigantrlor trusturi petroliere anglo-americane, așa-numitele șapte surori, înfruntându-le mortal.
Interesele petroliere străine, profitând de conveniența cu serviciile secrete italiene, îl vor putea elimina pe Mattei printr-un atac cu bombă, deghizat în accident aviatic soldat cu prăbușirea avionului.

## Distribuție
- Gian Maria Volonté – Enrico Mattei
- Luigi Squarzina – jurnalistul liber
- Gianfranco Ombuen – inginerul Ferrari
- Edda Ferronao – doamna Mattei
- Accursio Di Leo – o personalitate siciliană
- Furio Colombo – asistentul lui Mattei
- Peter Baldwin – Mc Hale
- Aldo Barberito – Mauro De Mauro
- Alessio Baume – jurnalistul de la „Time”
- Arrigo Benedetti – el însuși
- Sennuccio Benelli – un jurnalist
- Luciano Colitti – Irnerio Bertuzzi
- Terenzio Cordova – funzionario di polizia
- Umberto D'Arrò – un jurnalist
- Thyraud De Vosjoli – el însuși
- Vittorio Fanfoni – un jurnalist
- Gianni Farneti – un jurnalist
- Felice Fulchignoni – personalità siciliana
- Franco Graziosi – Ministro delle partecipazioni statali
- Elio Jotta – gen. commissione d'inchiesta
- Salvo Licata – un jurnalist
- Giuseppe Lo Presti – personalità siciliana
- Andrea Artoni – controlorul de zbor (el însuși)
- Dario Michaelis – oficialul carabinierilor
- Camillo Milli – jurnalistul la televiziune
- Blaise Morrissey – industriașul american al petrolului
- Michele Pantaleone – el însuși
- Ferruccio Parri – el însuși
- Renato Romano – un jurnalist
- Francesco Rosi – el însuși
- Giuseppe Rosselli – un jurnalist
- Jean Rougeul – funcționarul american
- Ugo Zatterin – el însuși
- Edy Biagetti – garda de corp al lui Mattei

## Premii și nominalizări
- 1972 Festivalul Internațional de Film de la Cannes
  - Grand Prix și mențiune specială lui Gian Maria Volonté